# Anisoperas proxima
Anisoperas proxima là một loài bướm đêm trong họ Geometridae.